# Pseuduvaria mollis
Pseuduvaria mollis är en kirimojaväxtart som först beskrevs av Otto Warburg, och fick sitt nu gällande namn av James Sinclair. Pseuduvaria mollis ingår i släktet Pseuduvaria och familjen kirimojaväxter. Inga underarter finns listade i Catalogue of Life.